# Iaroslav Ostrakhovski
Iaroslav Pavlovitch Ostrakhovski (en russe : Ярослав Павлович Остраховский) est un joueur russe de volley-ball né le 11 mai 1991. Il mesure 2,00 m et joue passeur.

## Clubs
| Club       | De        | À |
| ---------- | --------- | - |
| Oural Oufa | 2010-2011 | … |

## Palmarès
- Challenge Cup
  - Finaliste : 2013
- Championnat de Russie
  - Finaliste : 2013